# Boto (Jatiroto)
Boto is een bestuurslaag in het regentschap Wonogiri van de provincie Midden-Java, Indonesië. Boto telt 2241 inwoners (volkstelling 2010).